# Esquecimento
Esquecimento ou deslembrança é a aparente perda ou alteração de informações já codificadas e armazenadas na memória de curto ou memória de longo prazo de um indivíduo. É um processo espontâneo ou gradual no qual antigas memórias não podem ser recuperadas do armazenamento da memória. Problemas para lembrar, aprender e reter novas informações são algumas das queixas mais comuns de adultos mais velhos. Estudos mostram que a retenção melhora com o aumento de práticas. Essa melhoria ocorre porque a prática ajuda a transferir informações para a memória de longo prazo.
As curvas do esquecimento (quantidade lembrada em função do tempo desde que um evento foi experimentado pela primeira vez) foram extensivamente analisadas. A evidência mais recente sugere que uma exponenciação fornece o ajuste matemático mais próximo à função de esquecimento.

## Visão geral
Não conseguir recuperar um evento na memória não significa que esse evento específico tenha sido esquecido para sempre. Pesquisas mostram que há alguns comportamentos saudáveis que, em certa medida, podem evitar que o esquecimento ocorra com tanta frequência. Uma das maneiras mais simples de manter o cérebro saudável e evitar o esquecimento é permanecer ativo e praticar exercícios. Manter o corpo ativo é importante porque, de forma geral, mantém o corpo saudável. Quando o corpo está saudável, o cérebro também está saudável e menos inflamado.  Adultos mais velhos que eram mais ativos foram encontrados com menos episódios de esquecimento em comparação com aqueles adultos mais velhos que eram menos ativos. Uma dieta saudável também pode contribuir para um cérebro mais saudável e um processo de envelhecimento que, por sua vez, resulta em esquecimento menos frequente.

## História
Um dos primeiros a estudar os mecanismos do esquecimento foi o psicólogo alemão Hermann Ebbinghaus (1885). Usando a si mesmo como único sujeito em seu experimento, ele memorizou listas de palavras sem significado de três letras—duas consoantes e uma vogal no meio. Ele então mediu sua própria capacidade de reaprender uma lista dada de palavras após diferentes períodos de tempo e assim descobriu que o esquecimento ocorre de maneira sistemática, começando rapidamente e depois nivelando. Embora seus métodos fossem primitivos, suas premissas básicas permaneceram verdadeiras até hoje e foram reafirmadas por métodos mais metodologicamente sólidos. A curva de esquecimento de Ebbinghaus é o nome de seus resultados, que ele traçou e fez duas conclusões. A primeira é que grande parte do que esquecemos é perdido logo após ser aprendido. A segunda é que a quantidade de esquecimento eventualmente se estabiliza.
Na mesma época em que Ebbinghaus desenvolveu a curva de esquecimento, o psicólogo Sigmund Freud teorizou que as pessoas esqueciam intencionalmente as coisas para empurrar pensamentos e sentimentos ruins para o seu inconsciente, um processo que ele chamou de "repressão". Há debate sobre se (ou com que frequência) a repressão de memória realmente ocorre e a psicologia convencional sustenta que a verdadeira repressão de memória ocorre apenas muito raramente.
Um modelo de processo para a memória foi proposto por Richard Atkinson e Richard Shiffrin na década de 1960 como uma forma de explicar o funcionamento da memória. Este modelo modal de memória, também conhecido como o modelo Atkinson-Shiffrin de memória, sugere que existem três tipos de memória: memória sensorial, memória de curto prazo e memória de longo prazo. Cada tipo de memória é separado em capacidade e duração. No modelo modal, o quão rápido as informações são esquecidas está relacionado ao tipo de memória em que essas informações estão armazenadas. As informações na primeira etapa - na memória sensorial -, são esquecidas após apenas alguns segundos. Na segunda etapa, - memória de curto prazo -, as informações são esquecidas após cerca de 20 anos. Enquanto as informações na memória de longo prazo podem ser lembradas por minutos ou até décadas, podem ser esquecidas quando os processos de recuperação para essas informações falham.
Quanto às memórias indesejadas, a terminologia moderna divide o esquecimento motivado em repressão inconsciente (que é contestada) e supressão consciente de pensamento.

## Medições
O esquecimento pode ser medido de diferentes maneiras, todas baseadas na lembrança:

### Lembrança
Para este tipo de medição, um participante deve identificar o que foi aprendido antes. O participante é solicitado a lembrar uma lista de materiais. Mais tarde, eles veem a mesma lista de materiais com informações adicionais e são solicitados ao identificar o material que estava na lista original. Quanto mais reconhecem, menos informações são esquecidas.

#### Lembrança livre e variantes
A lembrança livre é um paradigma básico usado para estudar a memória humana. Em uma tarefa de lembrança livre, um sujeito recebe uma lista de itens a serem lembrados, um de cada vez. Por exemplo, um experimentador pode ler uma lista de 20 palavras em voz alta, apresentando uma nova palavra ao sujeito a cada 4 segundos. No final da apresentação da lista, o sujeito é solicitado a lembrar os itens (por exemplo, escrevendo o máximo possível de itens da lista). É chamada de tarefa de lembrança livre porque o sujeito é livre para lembrar os itens na ordem que desejar.

##### Lembrança provocada
A lembrança provocada é uma variação leve da lembrança livre que consiste em apresentar dicas ou sugestões para aumentar a probabilidade de que o comportamento seja produzido. Geralmente, essas dicas são estímulos que não estavam presentes durante o período de treinamento. Assim, para medir o grau de esquecimento, pode-se verificar quantas dicas o sujeito deixa passar ou quantas dicas são necessárias para produzir o comportamento.

#### Método de re-aprendizado
Este método mede o esquecimento pela quantidade de treinamento necessária para alcançar o nível anterior de desempenho. O psicólogo alemão Hermann Ebbinghaus (1885) usou este método consigo mesmo. Ele memorizou listas de sílabas sem sentido até que pudesse repetir a lista duas vezes sem erro. Após um intervalo, ele reaprendeu a lista e verificou quanto tempo levaria para realizar essa tarefa. Se levasse menos tempo, então houve menos esquecimento. Esse experimento foi um dos primeiros a estudar o esquecimento.

#### Reconhecimento
Os participantes recebem uma lista de palavras para lembrar. Em seguida, eles veem a mesma lista de materiais com informações adicionais e são solicitados a identificar o material que estava na lista original. Quanto mais reconhecem, menos informações são esquecidas.

## Teorias
As quatro principais teorias do esquecimento aparentes no estudo da psicologia são as seguintes:

### Esquecimento dependente de pistas
Esquecimento dependente de pistas (ou esquecimento dependente do contexto) ou falha na recuperação é a incapacidade de lembrar uma memória devido à ausência de estímulos ou pistas que estavam presentes no momento em que a memória foi codificada. A codificação é o primeiro passo na criação e lembrança de uma memória. A boa codificação de uma  na memória pode ser medido por meio de testes específicos de recuperação. Exemplos desses testes incluem os explícitos, como a lembrança provocada, ou testes implícitos, como a conclusão de fragmentos de palavras. O esquecimento dependente de pistas é uma das cinco teorias de esquecimento da psicologia cognitiva. Esta teoria afirma que uma memória é às vezes temporariamente esquecida puramente porque não pode ser recuperada, mas a pista apropriada pode trazê-la à mente. Uma boa metáfora para isso é procurar um livro em uma biblioteca sem o número de referência, título, autor ou mesmo assunto. A informação ainda existe, mas sem essas pistas, a recuperação é improvável. Além disso, uma boa pista de recuperação de informações deve ser consistente com a codificação original da informação. Se o som da palavra for enfatizado durante o processo de codificação, a pista a ser usada também deve enfatizar a qualidade fonética da palavra. A informação está disponível, no entanto, não está prontamente disponível sem essas pistas. Dependendo da idade de uma pessoa, pistas e habilidades de recuperação podem não funcionar tão bem. Isso é geralmente comum em adultos mais velhos, mas nem sempre é o caso. Quando a informação é codificada na memória e recuperada com uma técnica chamada repetição espaçada, isso ajuda adultos mais velhos a recuperar os eventos armazenados na memória de maneira mais eficaz. Também existem evidências de diferentes estudos que mostram mudanças relacionadas à idade na memória. Esses estudos específicos mostraram que o desempenho da memória episódica realmente diminui com a idade e deixaram claro que adultos mais velhos apresentam taxas vívidas de esquecimento quando dois itens são combinados e não codificados.

### Causas orgânicas
O esquecimento que ocorre por danos fisiológicos ou deterioração do cérebro é referido como causas orgânicas do esquecimento. Essas teorias abrangem a perda de informações já retidas na memória de longo prazo ou a incapacidade de codificar novamente novas informações. Exemplos incluem Alzheimer, amnésia, demência, teoria da consolidação e o gradual desaceleramento do sistema nervoso central devido ao envelhecimento.

### Teorias de interferência
A teoria da interferência refere-se à ideia de que a aprendizagem de algo novo causa o esquecimento de material mais antigo com base na competição entre os dois. Essencialmente, isso afirma que as informações da memória podem se tornar confusas ou se combinar com outras informações durante a codificação, resultando na distorção ou interrupção das memórias. Na natureza, os itens interferentes são ditos originar-se de um ambiente superestimulante. A teoria da interferência existe em três ramos: Proativa, Retroativa e de Saída. Inibição Retroativa e Proativa referindo-se uma à outra de forma contrastante. A interferência retroativa é quando novas informações (memórias) interferem nas informações mais antigas. Por outro lado, a interferência proativa é quando informações antigas interferem na recuperação de novas informações. Isso é pensado às vezes para ocorrer especialmente quando as memórias são semelhantes. A interferência de saída ocorre quando o ato inicial de lembrar informações específicas interfere na recuperação das informações originais. Outra razão pela qual ocorre falha na recuperação é devido à falha na codificação. A informação nunca chegou ao armazenamento de memória de longo prazo. De acordo com a teoria do processamento, a eficácia da codificação depende do nível de processamento que uma informação recebe. Certas partes da informação são melhor codificadas do que outras; por exemplo, informações com imagens visuais ou que têm valor de sobrevivência são mais facilmente transferidas para o armazenamento de memória de longo prazo. Essa teoria mostra uma contradição: espera-se que um indivíduo extremamente inteligente esqueça mais rapidamente do que alguém com uma mentalidade mais lenta. Por esse motivo, um indivíduo inteligente acumulou mais memória em sua mente, o que causará interferências e prejudicará sua capacidade de lembrar informações específicas. Com base em pesquisas atuais, testar a interferência só foi realizado lembrando-se de uma lista de palavras em vez de usar situações da vida diária, portanto, é difícil generalizar as descobertas para essa teoria.
Descobriu-se que tarefas relacionadas à interferência diminuíram o desempenho da memória em até 20%, com efeitos negativos em todos os pontos de tempo de interferência e grande variabilidade entre os participantes em relação tanto ao ponto de tempo quanto ao tamanho da interferência máxima. Além disso, os aprendizes rápidos parecem ser mais afetados pela interferência do que os aprendizes lentos. As pessoas também são menos propensas a lembrar itens quando estímulos intervenientes são apresentados nos primeiros dez minutos após a aprendizagem. O desempenho de lembrança é melhor sem interferência. Processos periféricos como tempo de codificação, memória de reconhecimento e execução motora diminuem com a idade. No entanto, a interferência proativa é semelhante. Sugerindo contrariamente a relatos anteriores que os processos inibitórios observados com este paradigma permanecem intactos em adultos mais velhos.

### Teoria da inacessibilidade do traço de memória
A teoria da inacessibilidade do traço de memória afirma que, quando algo novo é aprendido, é formado um "rastro de memória" neuroquímico e físico no cérebro, e ao longo do tempo esse rastro tende a se desintegrar, a menos que seja ocasionalmente usado. A teoria da inacessibilidade do traço de memória afirma que a razão pela qual eventualmente esquecemos algo ou um evento é porque a memória disso desvanece com o tempo. Se não tentarmos voltar a um evento, quanto maior for o intervalo de tempo entre o momento em que o evento ocorreu e o momento em que tentamos lembrar, a memória começará a desvanecer. O tempo é o maior impacto na lembrança de um evento.
A teoria da inacessibilidade do traço de memória explica memórias armazenadas tanto no sistema de memória de curto prazo quanto no de longo prazo e assume que as memórias deixam um rastro no cérebro. De acordo com essa teoria, a memória de curto prazo (MCP) só pode reter informações por um tempo limitado, cerca de 15 a 30 segundos, a menos que seja praticada. Se não for praticada, a informação começará a desaparecer gradualmente e se deteriorar. Donald Hebb propôs que a informação entrante faz com que uma série de neurônios crie um rastro de memória neurológica no cérebro, o que resultaria em mudanças morfológicas e/ou químicas no cérebro e se desvaneceria com o tempo. A repetição causa uma mudança estrutural nas sinapses. A prática da repetição mantém a memória na MCP até que uma mudança estrutural seja feita. Portanto, o esquecimento ocorre como resultado do declínio automático do rastro de memória no cérebro. Esta teoria afirma que os eventos entre a aprendizagem e a lembrança não têm efeitos na lembrança; o fator importante que afeta é a duração que a informação foi retida. Portanto, à medida que o tempo passa mais traços estão sujeitos a declínio e, como resultado, a informação é esquecida.
Um grande problema desta teoria é que, em situações da vida real, o tempo entre a codificação de uma informação e sua lembrança será preenchido por todos os tipos de eventos que podem acontecer ao indivíduo. Portanto, é difícil concluir que o esquecimento é resultado apenas da duração do tempo. Também é importante considerar a eficácia dessa teoria. Embora pareça muito plausível, é praticamente impossível testá-la. É difícil criar uma situação em que haja um período em branco entre a apresentação do material e sua lembrança posterior.
Esta teoria é supostamente contradita pelo fato de alguém ser capaz de andar de bicicleta mesmo depois de décadas sem fazê-lo. As "memórias fotográficas" são outra peça de evidência aparentemente contraditória. Acredita-se que certas memórias "decaiam" enquanto outras não. Acredita-se que o sono desempenhe um papel fundamental em interromper o declínio do traço, embora o mecanismo exato disso seja desconhecido.
Mudanças físicas e químicas em nosso cérebro levam a um rastro de memória, e isso é baseado na ideia da teoria do traço da memória. A informação que entra em nossa memória de curto prazo dura alguns segundos (15–20 segundos) e desaparece se não for praticada ou praticada, pois o rastro de memória neuroquímico desaparece rapidamente. De acordo com a teoria do declínio do traço para o esquecimento, o que ocorre entre a criação de novas memórias e a recordação dessas memórias não é influenciado pela recordação. No entanto, o tempo entre esses eventos (formação da memória e recordação) decide se a informação pode ser mantida ou esquecida. Como há uma correlação inversa, se o tempo for curto, mais informações podem ser lembradas. Por outro lado, se o tempo for longo, menos informações podem ser lembradas ou mais informações serão esquecidas. Esta teoria pode ser criticada por não compartilhar ideias sobre como algumas memórias podem permanecer e outras podem desaparecer, embora tenha havido muito tempo entre a formação e a recordação. A novidade de algo desempenha um papel crucial nessa situação. Por exemplo, as pessoas têm mais probabilidade de lembrar seu primeiro dia no exterior do que todos os dias intermediários entre isso e morar lá. As emoções também desempenham um papel crucial nessa situação.

## Prejuízos e falta de esquecimento
Esquecer pode ter causas muito diferentes do simples apagamento do conteúdo armazenado. Esquecer pode significar problemas de acesso, problemas de disponibilidade ou ter outras razões, como amnésia causada por um acidente.
A incapacidade de esquecer pode causar angústia, como no caso do transtorno de estresse pós-traumático e da hipertimesia (na qual as pessoas têm uma memória autobiográfica extremamente detalhada).

## Esquecimento social
Psicólogos têm chamado a atenção para "aspectos sociais do esquecimento". Embora frequentemente mal definida, a amnésia social é geralmente considerada o oposto da memória coletiva. "Amnésia social" foi discutida pela primeira vez por Russell Jacoby, embora seu uso do termo tenha sido restrito a uma abordagem estreita, que se limitava ao que ele percebia como uma negligência relativa da teoria psicanalítica na psicologia. O historiador cultural Peter Burke sugeriu que "pode valer a pena investigar a organização social do esquecimento, as regras de exclusão, supressão ou repressão, e a questão de quem quer que esqueça o quê". Em um estudo histórico aprofundado abrangendo dois séculos, Guy Beiner propôs o termo "esquecimento social", que ele distinguia de noções rudimentares de "amnésia coletiva" e "oblivion total", argumentando que "o esquecimento social é encontrado na interface do silêncio público e da lembrança mais privada". O filósofo Walter Benjamin vê o esquecimento social intimamente ligado à questão dos interesses contemporâneos, argumentando que "toda imagem do passado que não é reconhecida pelo presente como um de seus próprios interesses ameaça desaparecer irreversivelmente". Com base nisso, o sociólogo David Leupold argumentou no contexto de narrativas nacionais concorrentes que o que é suprimido e esquecido em uma narrativa nacional "pode aparecer no núcleo das narrações passadas pela outra" - levando frequentemente a relatos diametralmente opostos, mutuamente exclusivos, sobre o passado.